# 鳳山開漳聖王廟

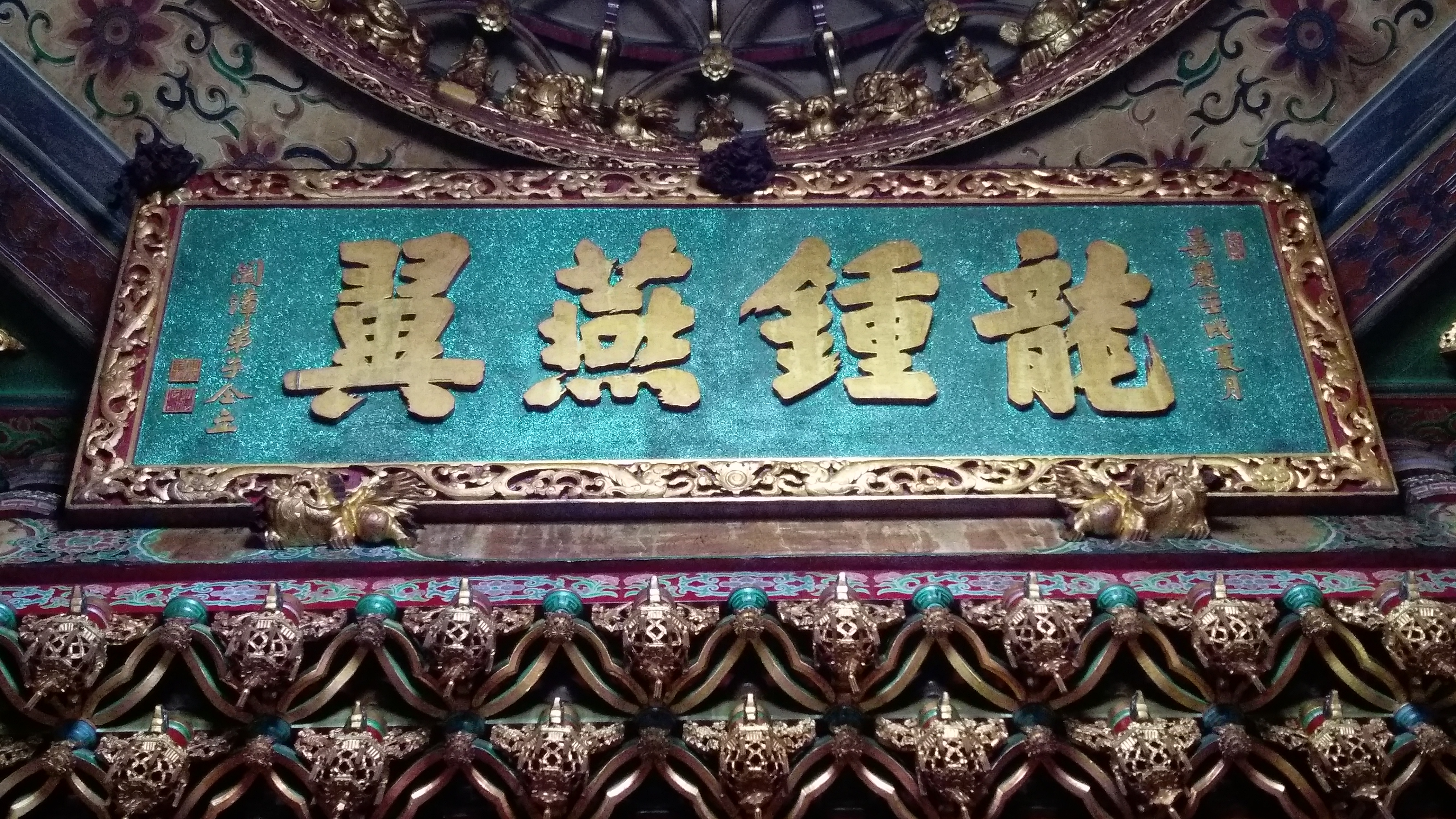
大清嘉慶七年（1802年）的匾額「龍鍾燕翼」

高雄鳳山鳳邑開漳聖王廟，又稱高雄開漳聖王廟，位於臺灣高雄市鳳山區忠義街，是主祀開漳聖王陳元光的廟宇，也是全台灣最大的開漳聖王廟之一，地點鄰近鳳山火車站、鳳山西捷運站、鳳山捷運站，交通十分便利，每周二的鳳山開漳聖王廟夜市也是許多在地人及旅客喜愛的高雄特色夜市之一，神蹟不斷，非常靈感靈驗的鳳山古廟，也是台灣南部第一間最早創於清朝乾隆年間的開漳聖王廟宇，因鳳山開漳聖王陳元光將軍，神威顯赫、靈感屢顯現神蹟，從清朝乾隆年間漳州先民的土造祠堂小廟多次翻修擴建成為了現在鳳山地標的四大古廟之一高雄鳳山開漳聖王廟，每逢農曆2月16日開漳聖王聖誕國內外香客，均會來朝拜感念聖王的聖蹟，另外每逢節慶及每月農曆初一、十五，均會有法師、誦經團經生、樂師舉行科儀誦經祈福，並於每年農曆7月20日舉辦中元普渡法會，廟內有許多鎮殿之寶清朝嘉慶年間的龍鍾燕翼牌匾、石爐、蟠龍柱等，廟旁兩側各有甲區、乙區信徒活動中心，也是嫁娶喜宴的室內空調的信徒活動中心。
廟內鎮殿主神鳳山開漳聖王神尊為台北盧山軒名師所雕刻。
廟內結構由大木匠師 陳專琳 建。
廟內鎮殿神轎由李松林1945年所製（李松林之子 李秉圭 曾至廟內確認，並表達能再見到其父之作品實為難得）
。廟金爐整修外觀大理石、龍鳳鯉魚等交趾陶由匠師蘇金庭承製，金爐內部更新耐火磚工程由鄭枝明師傅更新。
鎮殿開漳聖王、註生娘娘、福德正神神尊後貼大型壁畫由春源畫室潘麗水所畫，該廟門神亦的ㄉ為潘麗水1975年所親繪落款之作品亦是潘麗水門神作品當中最巨幅之門神作品（國立傳統藝術中心2001年出品、行政院文建委員會指導文獻書籍-雲山麗水 所記載)

## 歷史沿革
清乾隆卅五年（1770年）漳州先民攜著漳州府迎奉的開漳聖王香火平安渡過暴風雨的險峻台灣海峽，先民感念並建造土造祠屋，奉祀自漳州府迎奉的開漳聖王香火，歷經多次擴建及重修。在當年已經是當地的信仰中心，廟產甚多，時與赤山關帝廟合稱「金關帝銀聖王」。1975年因都市計畫，鳳邑開漳聖王廟重修擴建並改為座北朝南。今日與鳳山雙慈亭、鳳山龍山寺、鳳山城隍廟並稱，人稱「鳳山四大古廟」，廟口大牌樓為主任委員陳梅芳先生於任內建造，其牌樓也是鳳山地區象徵性地標。

## 祀神
正殿：開漳聖王（陳聖王）、福德正神、註生娘娘、虎爺、五營將軍、輔信將軍（馬仁）、王馬、馬使
左偏殿：輔仁將軍（歐汪）、輔義將軍（林鳳）、輔忠將軍（吳中軍）
右偏殿：輔智將軍（曾文）、輔禮將軍（翁祖光）、輔信將軍（倪總趕）
文昌殿：文昌帝君、至聖先師、關聖帝君、魁斗星君、王天君、城隍尊神、福德正神
太歲殿：斗姆星君、值年太歲星君

## 慶典
- 二月初二：福德正神聖誕
- 二月初三：文昌帝君聖誕
- 二月十六：開漳聖王聖誕
- 三月二十：註生娘娘聖誕
- 四月廿八：六輔將軍聖誕
- 七月十九：值年太歲星君聖誕
- 七月二十：中元普渡
- 九月初九：斗姆星君聖誕
- 九月廿四：輔順將軍聖誕

## 外部連結
- 鳳山開漳聖王廟的Facebook專頁
- 鳳山開漳聖王廟旅遊介紹 （页面存档备份，存于）